# エルブス反応
エルブス反応（エルブスはんのう、Elbs reaction）とは、有機化学反応のひとつ。オルト位にメチル基を持つベンゾフェノン誘導体を加熱するとアントラセンなど環が縮合した生成物が得られる反応。この反応の名称は 1884年に最初の報告を行ったドイツの化学者、Karl Elbs にちなむ。Elbs の名はエルブス過硫酸酸化にも残っている。しかし Elbs 自身は当時ナフタレン構造への知見が不足していたため反応生成物を正しく同定できなかった。

## 適用
エルブス反応は環が縮合した芳香族化合物を与える。1884年に報告された Elbs の手法では o-メチルベンゾフェノンの脱水反応によりアントラセンが得られる。ペンタセンなど、より大きな環系も合成できる。ペンタセンを得る反応は単段階では進まず、脱水によりまずジヒドロペンタセンを得た後に銅を触媒として脱水素させる。
基質となるケトンはフリーデル・クラフツ反応により合成される。

## バリエーション
エルブス反応を複素環式化合物で行うこともできる。1956年にチオフェン誘導体のエルブス反応が報告された。下の反応では、期待された直線上の環縮合化合物ではなく曲がった構造の化合物が生成する。これは、反応機構が変わりラジカル的な段階を経たものと説明されている。